# ヤロスラフ・フセヴォロドヴィチ (チェルニゴフ公)
ヤロスラフ・フセヴォロドヴィチ（ロシア語: Ярослав Всеволодович、1139年 - 1198年）は、チェルニゴフ公フセヴォロドの子である。チェルニゴフ公：1180年 - 1198年。

## 生涯
1167年、1188年にポロヴェツ族に対する遠征に参加した。1185年にはノヴゴロド・セヴェルスキー公国に援軍を派遣した。
ヤロスラフがチェルニゴフ公位にあった時期の主要な出来事としては、1195年から翌年にかけてのルーシ内戦が挙げられる。その前年の1194年に、ヤロスラフの兄でキエフ大公位にあったスヴャトスラフが死亡し、キエフ大公位並びにキエフ公国はリューリクが継承した。1195年、ヤロスラフらオレグ家(ru)は、ポロツク公国のポロツク・イジャスラフ家(ru)と同盟を結び、スヴャトスラフの子のオレグ(ru)を長とする軍団を組織すると、リューリク側に立つスモレンスク公国へ侵攻した（ルーシ内戦 (1195年 - 1196年)）。連合軍はこの遠征で、オレグの子のダヴィド(ru)が戦死したが、スモレンスク軍の総指揮官・ムスチスラフを捕虜とした。一方、キエフ大公リューリク自身と、ウラジーミル大公フセヴォロドとを長とするリューリクらモノマフ家(ru)は、オレグ家に対し、キエフの継承権(ru)を放棄し、ドニエプル川左岸の割譲を要求した。ヤロスラフらオレグ家はこれを拒否し、リューリクの侵攻に対する駐屯部隊をチェルニゴフに配備し、スモレンスク公国・ウラジーミル大公国軍の侵入が予想される道々に防線を構築し、自領・自権力の守備を図った。
1198年に死亡し、チェルニゴフ公位はノヴゴロド・セヴェルスキー公イーゴリが継承した。

## 妻子
妻の名はイリーナ。子には以下の人物がいる。
- ロスチスラフ - スノフスク公、ヴィシゴロド公
- ヤロポルク - ノヴゴロド公
- 娘 - ペレヤスラヴリ公ウラジーミルと結婚

（各公位の置かれた都市については、スノフスク、ヴィーシュホロド、ノヴゴロド、ペレヤスラウ＝フメリニツキーを参照されたし。）